# 化学的防除
化学的防除（かがくてきぼうじょ）は、生物の害を防ぐため、化学薬剤を使用して防除を行うことである。殺虫剤・殺鼠剤などの駆除剤、忌避剤、誘引剤を組み合わせて使用する。

## 駆除剤使用
駆除剤の有効成分を生物に摂取させるには、次の方法がある。
- 呼吸器から吸引 : 気体・エアゾール・粉体
- 皮膚から吸収 : 気体・液体・粉体
- 消化管から吸収させる。 : 固体・粉体（毒餌）、液体

使用方法
- 即効性の油剤・乳剤を散布する。
  - エアゾール
  - 煙霧機
  - ミスト処理機
  - Ultra Low Volume 法 :専用の濃厚乳剤をごく少量、1～20マイクロメートルに微粒子化して散布するもの。
- 即効性の燻煙剤を使用する。（蚊取線香・バルサン）
- 残留性の油剤・乳剤・粉剤を噴霧器で散布する。
- 顆粒剤・毒餌を散布。
- 有効成分を徐々に放散する蒸散剤を密閉空間に設置する。倉庫・箪笥・浄化槽の気層部分などで用いられる。
- 水中に徐々に有効成分を放出する顆粒剤を投入する。

安全対策
- 毒性・引火性・拡散性・残留性などの薬剤の特性を理解する。
- 毒餌を使用する場合は、子供などの誤食を防ぐ。
- 食品・食器・子供の玩具など付着しては困るものを片付ける。
- エアゾール・油剤などの引火性の薬剤を使用する場合、消火器・水などを用意しておく。
- 防護具を着用し、皮膚の露出を少なくする。
- 散布を行う場合は風上から行う。
- 事故がおきた場合、直ちに受傷者を現場から移動させ、薬剤の付着した衣服を脱がせて、応急措置を行う。

## 問題点
- 同じ作用点の薬剤を連続して使用すると生物が薬剤抵抗性を獲得する。